# Imbolc
Az imbolc (vagy másként: imbolg, óimelc) a kelta nyelvi-kulturális kör egyik ünnepe, mely a Gergely-naptár szerinti február 1-jét megelőző nap sötétedésekor kezdődik. Ez az ünnep a legtöbb kelta népnél megtalálható volt, de leginkább az ír kultúrában meghonosodott hagyományokról vannak információink. Az imbolc a tél végét, a tavasz jövetelét jelképezi, hiszen pont „félidőben” található a kelta újévet jelentő samhain és a nyár kezdetét jelző beltane között. A növekvő fény, a rituális megtisztulás és a szűz istennő ünnepe.

## Eredete
Eredetéről többféle elképzelés is létezik. Korai történetírók (Cormac mac Cuilennáin) a természet változásához kötötték a hagyomány kialakulását: ebben az időszakban adtak a szűkös tél után először tejet a juhok. Ez azért jeles „esemény”, mert a kemény tél folyamán a többnyire a természetre utalt népek az évszak beállta előtt felhalmozott élelmiszerkészletekből voltak kénytelenek gazdálkodni. A juhtej pedig közismerten magas tápértékű, zsíros tej, így a szűkösség végét is jelentette az, ha az asztalra juhtej került. Természetesen nem elhanyagolandó tény, hogy ha juhtej van, akkor kisbárány is. Így a juhok ellése a megújulás, termékenység jelképeként is felfogható. Erre a hagyományra utal az óimelc („anyajuhok teje”) alakváltozata az ünnep nevének.

Létezik azonban a hagyomány keletkezésének egy másik magyarázata is. A kutatók egy része – főként etimológiai megfontolásból – úgy véli, hogy az imbolc (a folcaim – mosakszom – igealakból képződve) afféle megtisztulási ünnepet jelentett, hasonlót, mint a római lupercalia. Ezt az elméletet támasztja alá egy régi ír intelem is: „Vizsgálj meg minden régi élelmet annak rendje szerint. Ennek imbolc napján kell megtörténnie; kezed, lábad, fejed mosd meg!” 2. forrás

## Hagyományok
Az imbolcot régtől fogva Brigit istennőhöz társították, aki a költészetet, a kovácsmesterséget, gyógyítást pártfogolja, de emellett a tűz istennője is. Ezért a korai hagyományokban jellemző volt az örömtüzek gyújtása is. Ez a nap előnyös továbbá a jövendőmondásra, valamint az időjóslásra. Párhuzam vonható ezen tradíció, és a Mormotafesztivál, valamint a magyar hagyomány, a barlangjából kijövő medve között is.
A későbbi hagyományokban, a kereszténység elterjedése után, Brigit keresztény megfelelője, Kildare-i Szent Brigitta (a pásztorkodás, termékenység védőszentje) lett az ünnep jelképe. Írországban február 1. Kildare-i Szent Brigitta ünnepnapja is. A kereszténység elterjedésével azonban a pogány hagyományok nagy része eltűnt az ünnepből.
A déli félgömbön augusztus 1. napján ünnepelik meg.